# غابرييل بلايث
غابرييل بلايث (بالإنجليزية: Gabrielle Blythe)‏ هي منافسة ألعاب القوى أسترالية، ولدت في 9 مارس 1969.

## وصلات خارجية
- غابرييل بلايث على موقع الاتحاد الدولي لألعاب القوى (الإنجليزية)
- غابرييل بلايث على موقع النتائج التاريخية لألعاب القوى الأسترالية (الإنجليزية)
- غابرييل بلايث على موقع أوليمبيديا (الإنجليزية)
- غابرييل بلايث على موقع اللجنة الأولمبية الأسترالية (الإنجليزية)